# Viburnum euryphyllum
Viburnum euryphyllum  es una especie de planta en la familia Adoxaceae. Es un pequeño árbol endémico de Guatemala que fue únicamente registrado en la Sierra de los Cuchumatanes en el departamento de Huehuetenango. Crece a una altitud de 2500 a 3000 m s. n. m. y puede alcanzar una altura de 9 m.

## Taxonomía
Viburnum euryphyllum fue descrito por Standl. & Steyerm. y publicado en Publications of the Field Museum of Natural History, Botanical Series 23(2): 90–91. 1944.
Etimología
Viburnum: nombre genérico del nombre clásico latino de una especie de este género, Viburnum lantana, llamada el "árbol caminante".
euryphyllum: epíteto